# Alt Guadalentí
L'Alt Guadalentí és una comarca de la Regió de Múrcia.

## Característiques
La comarca de l'Alt Guadalentí correspon amb la clàssica àrea d'influència de la ciutat de Llorca des d'època medieval. Antigament, aquesta comarca abastava també els primers municipis almeriencs, com Huércal Overa, repoblats per llorquins.
Aquesta comarca ha estat englobada juntament amb el Baix Guadalentí sota el nom Guadalentí fins. Posteriorment es van separar a causa del fet que correspon aproximadament a un quart de la superfície de la Comunitat Murciana. Àguiles correspon amb l'epicentre de la península que es desertitza, i de fet és una de les comarques més desèrtiques, juntament amb L'Oriental. La comarca de l'Alt Guadalentí està plena de petites entitats de població aïllades i amb molt difícil accés en la serra de l'Almenara, en el terme municipal llorquí.

## Economia
L'agricultura és eminentment de secà, excepte en la zona de la vega llorquina. L'economia varia molt d'una zona a una altra, des de la producció agrícola i ramadera de la vega llorquina fins al turisme propi d'Águilas, així com el sector serveis de Puerto Lumbreras, seu d'un parador turístic.
Actualment s'estan desenvolupant projectes turístics bastant polèmics en l'entorn del Cap Copi, pertanyent a Águilas.
| \| Municipi \| Població \| Extensió \| Densitat \| \| Águilas \| 30.263 \| 253,7 \| 119,24 \| \| Llorca \| 84.245 \| 1.677,7 \| 50,66 \| \| Puerto Lumbreras \| 12.056 \| 143,5 \| 84,32 \| \| Total \| 126.778 \| 2.074,8 \| 61,23 \| |          |          |          |
| Municipi | Població | Extensió | Densitat |
| Águilas | 30.263   | 253,7    | 119,24   |
| Llorca | 84.245   | 1.677,7  | 50,66    |
| Puerto Lumbreras | 12.056   | 143,5    | 84,32    |
| Total | 126.778  | 2.074,8  | 61,23    |